# 증심사
증심사(證心寺)는 광주광역시 동구 운림동 무등산 서쪽 기슭에 자리잡고 있다. 대한불교조계종 제21교구 본사인 송광사에 속한 절이다. 1984년 2월 10일 증심사 일원이 광주광역시 문화재자료 제1호로 지정되었다. 2008년부터 지정된 템플스테이를 운영하는 사찰이다.
무등산 등산객들의 입산 코스에 위치하고 있다. 주변에 광주 지하철 1호선 학동·증심사입구역과 여러 버스 종점지가 있다.

## 역사
신라 헌안왕 4년(860년)에 철감선사 도윤이 처음 세운 절로 기록되어 있다. 고려 선종 11년(1094년)에 혜조국사가 중수했으며 1443년(세종 25) 전라도관찰사 김오(金傲)가 자신의 녹봉으로 낡은 건물을 다시 고쳐지었다. 그 뒤 임진왜란으로 불에 타 없어지자 1609년(광해군 1) 석경(釋經)·수장(修裝)·도광(道光) 등의 선사들이 다시 지었고, 그 뒤에도 개·보수를 거듭했다.
1951년 한국전쟁 때 대부분의 건물이 전화로 불에 타 없어졌다. 금동석가여래입상(당시 국보 제211호)과 금동보살입상(당시 국보 제212호)은 광주경찰서 금고로 옮겨 보관되고 있었으나 전쟁 중에 유실되어, 국보 지정도 해제됐다.
오늘날의 건물은 1970년에 크게 증축한 것이 대부분이다. 지금까지 남아 있는 건물로는 대웅전·오백전(五百殿)·명부전(冥府殿)·회심당(繪心堂)·학산장서각(鶴山藏書閣)·요사채 등이 있다.

## 소장 문화재
- 광주 증심사 철조비로자나불좌상 - 보물 제131호
- 광주 증심사 삼층석탑 - 광주광역시 시도유형문화재 제1호
- 광주 증심사 오백전 - 광주광역시 시도유형문화재 제13호
- 광주 증심사 석조보살입상 - 광주광역시 시도유형문화재 제14호

## 갤러리

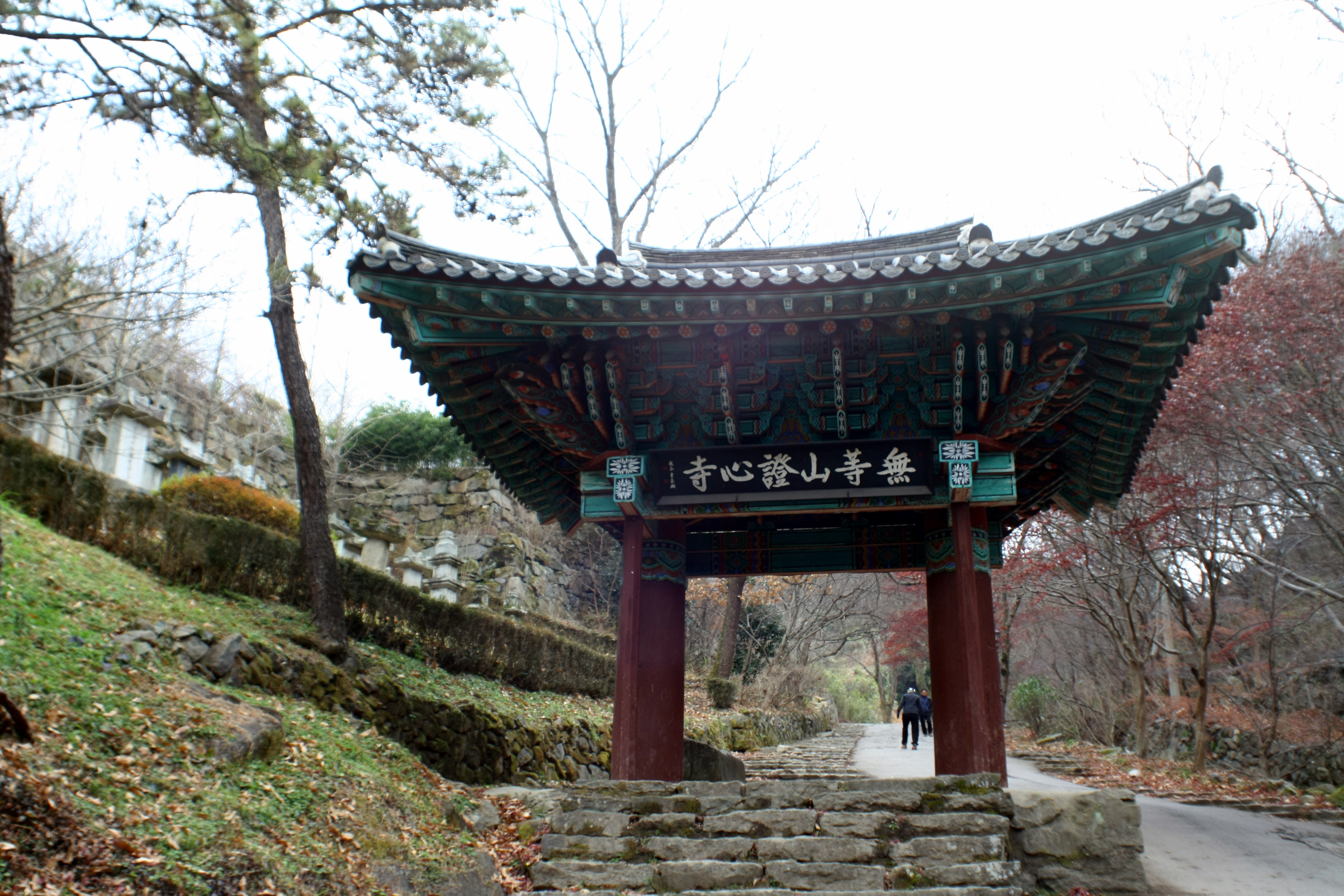
일주문
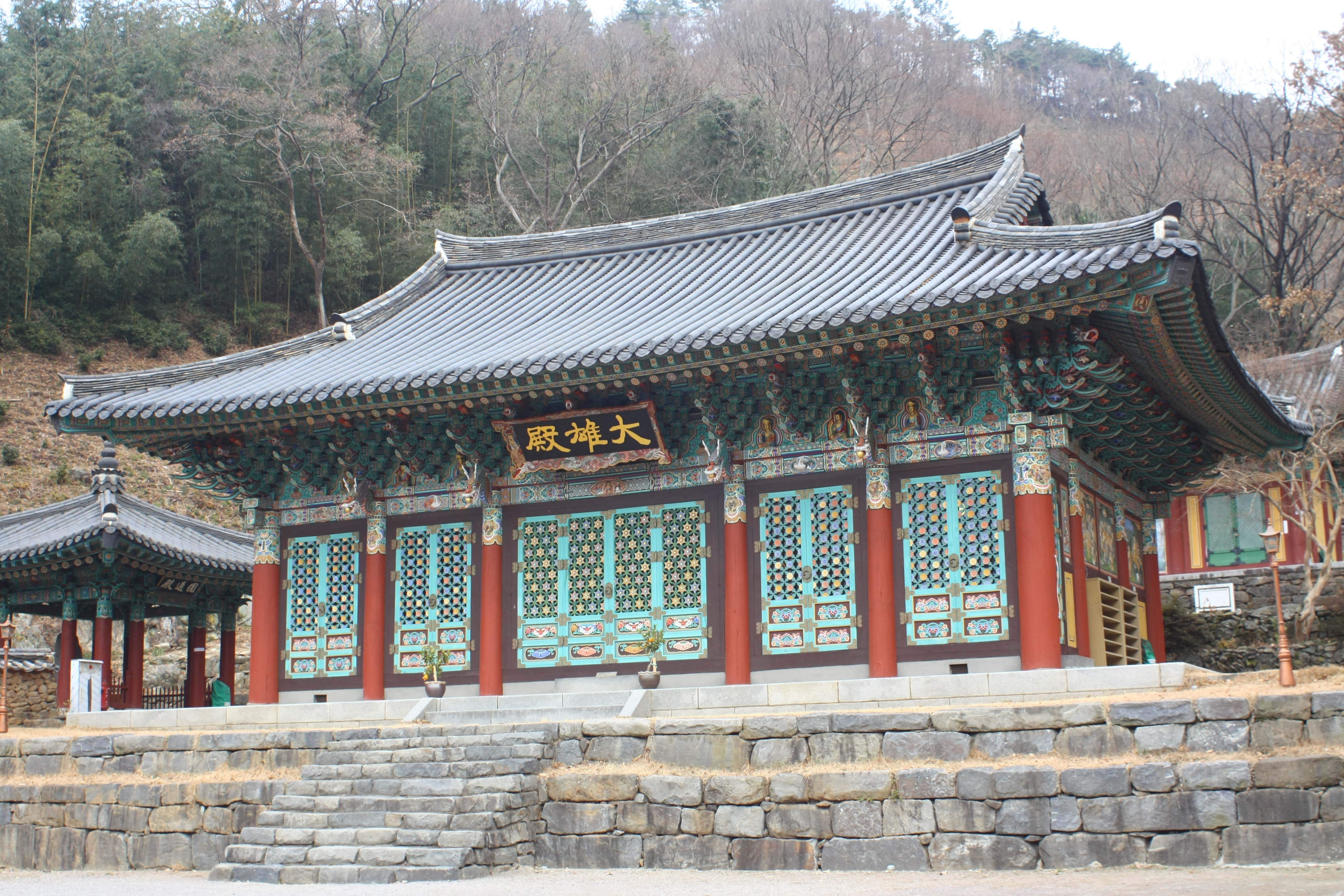
대웅전
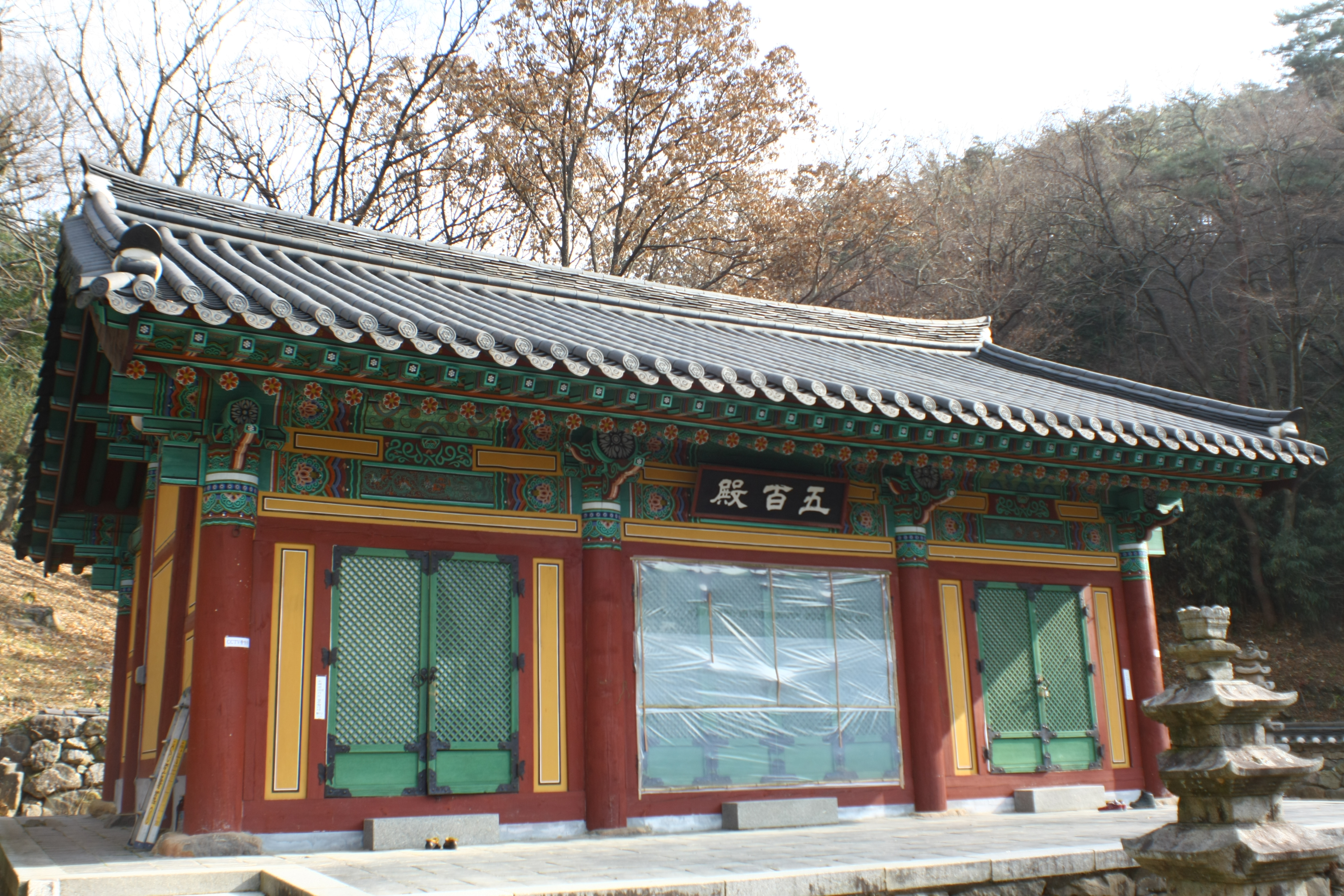
오백전
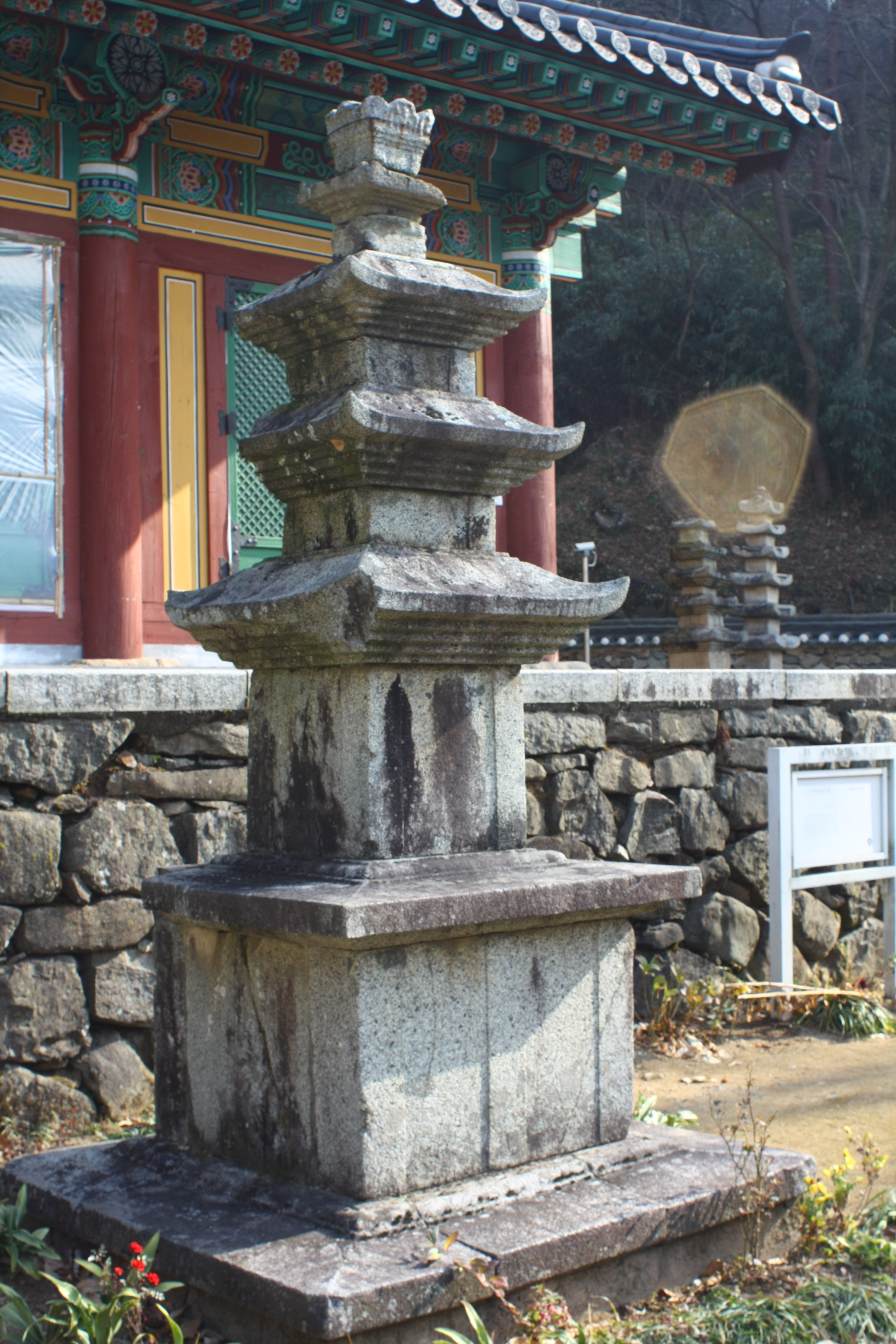
오백전 앞 삼층석탑
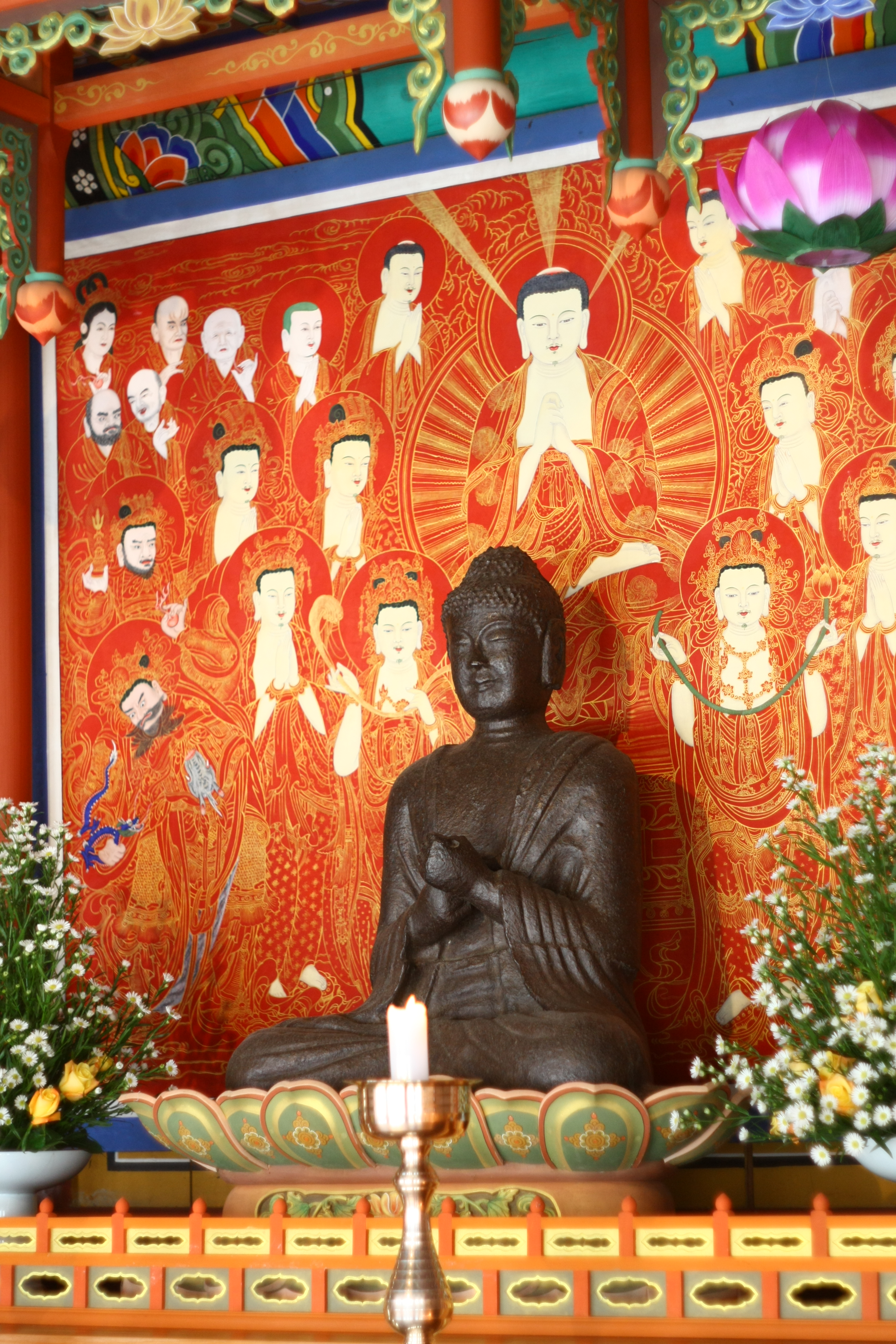
철조비로자나불좌상

## 참고 자료
- 증심사 - 국가유산청 국가유산포털